# Roger Magnusson
Roger Magnusson (født 20. marts 1945 i Mönsterår, Sverige) er en svensk tidligere fodboldspiller (højre kant), der mellem 1964 og 1969 spillede 14 kampe og scorede tre mål for Sveriges landshold.
På klubplan tilbragte Magnusson otte år af sin karriere i Frankrig, hvor han repræsenterede først Olympique Marseille og siden Red Star. Han vandt to franske mesterskaber og to Coupe de France-titler med Marseille. Han havde også ophold i både både Tyskland hos FC Köln og i Italien hos Juventus.

## Titler
Ligue 1
- 1971 og 1972 med Olympique Marseille

Coupe de France
- 1969 og 1972 med Olympique Marseille